# Корш, Карл
Карл Корш (нем. Karl Korsch; 15 августа 1886, Тоштедт — 21 октября 1961, Белмонт, Массачусетс) — немецкий философ-марксист и политический деятель. В 1920-е годы — один из теоретиков Коммунистической партии Германии, занимал в ней оппозиционную официальной линии позицию.

## Биография
Карл Корш родился в семье банковского служащего. Изучал право, экономику и философию в университетах Мюнхена, Берлина, Женевы и Йены. Получив степень доктора права, между 1912 и 1914 годами проживал в Великобритании, был членом фабианского общества. В результате Первой мировой войны, 4 года которой он отслужил в армии, при этом не беря в руки оружие, взгляды Корша радикализировались. Этому немало способствовал и дальнейший ход событий: победа Октябрьской революции, восстание «Союза Спартака», образование Баварской Советской республики.
По окончании войны Корш вступил в ряды Независимой социал-демократической партии Германии, а в 1920 году вступил в Коммунистическую партию Германии. В первой половине 1920-х Корш много писал на политические и теоретические темы, выступая агитатором рабочего движения, работал главным редактором теоретического органа компартии «Интернационал» (1924—1925). В 1923 году в Амстердамском «Архиве по истории социализма и рабочего движения» вышла его самая известная книга «Марксизм и философия», затем многократно переиздававшаяся. Через директора «Архива», теоретика австромарксизма Карла Грюнберга он начал сотрудничать с возглавляемым тем Институтом социальных исследований во Франкфурте-на-Майне.
Был министром юстиции в социал-демократическом правительстве Тюрингии, представлял компартию в тюрингенском ландтаге. В 1924—1928 годах был депутатом рейхстага Германии. В 1924 году был делегатом от партии на V конгрессе Коминтерна.
Тем временем Корш становился всё более воинственно настроенным по отношению к курсу Коминтерна, который он находил «оппортунистическим» (а ленинизм — разновидностью «каутскианства» и «марксистского центризма»). В мае 1926 года бы исключён из рядов КПГ как «ультралевый» и обвинён в анархо-синдикалистском уклоне.  Корш и двое его сторонников были единственными депутатами рейхстага, голосовавшими в июне 1926 против ратификации советско-германского Договора о нейтралитете и ненападении. Корш видел в нём отступление СССР от целей мировой революции, соглашение с немецкой реакционной буржуазией. В том же году вместе с Эрнстом Шварцем создал 7-тысячную организацию «Entschiedene Linke», влившуюся в Коммунистическую рабочую партию Германии.
С 1928 года Корш сотрудничал с небольшими левыми группами, продолжал писать, читал лекции по марксизму в Берлине и ездил с ними по Европе, подготовил новое издание 1-го тома «Капитала» Маркса с собственным предисловием. Выехал из Германии в день поджога Рейхстага в 1933 году, в эмиграции отошёл от ортодоксального марксизма. После краткого пребывания в Англии и Дании обосновался в США в 1936, где преподавал в Тулейнском университете Нового Орлеана, сотрудничал с Максом Хоркхаймером и работал в Международном институте социологических исследований Нью-Йорка. Он умер в Белмонте, Массачусетс, в 1961 году.
Помимо того, что он был одним из философских наставников Бертольта Брехта, его взгляды оказали влияние на теоретиков Франкфуртской школы (Т. Адорно, М. Хоркхаймера, Г. Маркузе), а также других неомарксистов послевоенного периода.

## Идеи
В одном из своих самых значительных трудов, «Марксизм и философия», Корш рассматривает проблему преодоления всей предшествующей философии посредством марксистской критики идеологии или «научный социализм». Если теория понимается как отражения практики революционного пролетариата, то она не может существовать отдельно от практики. Посему эта новая материалистическая форма мышления больше не может называться «философией». Практическим примером новой формы мышления является практическая критика форм государственности: она больше не пытается сделать понятной определённые исторические формы государства, но стремится преодолеть саму мыслительную форму «государства». Так, преодоление государства является конечной политической целью коммунизма. Так как подобная философия ставит под вопрос все явления надстройки, включая собственные властные структуры (делает видимыми классовые интересы, стоящие за ними), представители господствовавшей в СССР политической доктрины узрели в идеях Корша опасность и заклеймили их как «ультралевый уклон».

### Марксизм и философия
Очерк «Марксизм и философия» является весомым вкладом Корша в развитие революционной теории. В нем он заявлял о необходимости переосмыслить все развитие марксизма, начиная с немецкой идеалистической философии, как продукта конкретной исторической эпохи.
По Коршу, марксизм пережил три больших этапа:
- рождение как философская система (1843—1848);
- распад на политэкономию, политику и идеологию (1848—1900);
- превращение в «научный социализм» без непосредственной связи с политической борьбой (после 1900).

Корш выступил против представления исторического материализма как «позитивной науки», которую не обязательно связывать с борьбой пролетариата, и из которой — в целях «объективного исследования» — можно удалить важнейшую ее составляющую — классовую борьбу. Несмотря на противопоставление «научного» и «утопического» социализма, закрепившееся во II Интернационале (социалистическом), марксизм не является наукой в буржуазном смысле этого слова. Система Маркса призвана не обогатить буржуазную философию, историю или социологию новыми открытиями, а критиковать буржуазную теорию и практику с целью разоблачения их несоответствия друг другу и поиска путей радикального изменения материальных условий жизни и общественных отношений.
Это не значит, что философией вообще и философской составляющей марксизма в частности надо пренебрегать. Наоборот — изменение мира должно быть и теоретическим и практическим. Борьба против буржуазного общества также является и философской борьбой. Однако она — чтобы играть свою важную роль — не должна отделяться от практики преобразования мира.

### Марксистская критика марксизма
Тот факт, что «ортодоксальный марксизм» мог служить капиталистической революции, по Коршу, свидетельствует за то, что и марксизм — в том виде, как его развивали Маркс и Энгельс — не смог освободиться от своей буржуазной наследственности. Именно то, что в марксистской теории и практике часто выглядело как антибуржуазное, оказалось таким, что его легко приспособить к капиталистическому способу производства. Путь к социализму привел к капитализму нового типа («государственного капитализма»). В этом пункте критика Коршем «ортодоксии» перешла в критику самого марксизма.
В противовес тем, кто в такой ситуации спешил отказаться от марксизма, Корш отмечал, что анализ Марксом капиталистического общества сохраняет свою ценность, ведь ни одна из общественных проблем, которую изучал Маркса, де факто не исчезла. Не исчезла и главная социальная проблема — пролетариат. Его численность наоборот растет по всей планете вслед за капиталистической индустриализацией ранее неразвитых стран. Соответственно это требует марксистской критики марксизма, то есть его дальнейшего развития.

## Сочинения
- Что такое социализация? (Was ist Sozialisierung ?) 1919
- Quintessenz des Marxismus (Квинтэссенция марксизма) 1922
- Марксистская диалектика (Die Marxsche Dialektik)1923
- Марксизм и философия 1923
- О материалистической диалектике (Über materialistische Dialektik)1924
- Ленин и Коминтерн (Lenin und die Komintern) 1924
- 10 лет классовой борьбы в Советской России (10 Jahre Klassenkämpfe in Sowjetrussland) 1927
- К истории марксистской идеологии в России (Zur Geschichte der marxistischen Ideologie in Russland) 1932
- Переосмысление главных принципов марксизма (Leading Principles of Marxism: A Restatement) 1937
- Karl Marx (Карл Маркс) 1938
- Рабочая борьба с фашизмом (The Workers 'Fight against Fascism) 1941
- Не догматичный подход к марксизму (A Non-Dogmatic Approach to Marxism)1946
- Десять тезисов о марксизме сегодня (Ten Theses on Marxism Today)1950